# Regering-Martens III
De regering-Martens III (18 mei 1980 - 22 oktober 1980) was een Belgische regering. Het was een coalitie tussen de CVP/PSC (57 en 25 zetels), de PS/SP (32 en 26 zetels) en de PVV/PRL (22 en 15 zetels). Tijdens deze regering werd verder gewerkt aan de staatshervorming van 1980.
De regering volgde op de regering-Martens II, maar viel zelf al na 5 maanden na conflicten tussen de liberalen en de socialisten. Ze werd opgevolgd door de regering-Martens IV.

## Samenstelling
De regering telde 27 ministers (inclusief de premier) en 9 staatssecretarissen. De CVP had 7 ministers (inclusief de premier) en 2 staatssecretarissen, PS 6 ministers en 1 staatssecretaris, PSC 5 ministers en 1 staatssecretaris, SP 4 ministers en 1 staatssecretaris, PVV 3 ministers en 2 staatssecretaris en PRL 2 ministers en 2 staatssecretaris.
| Ambtsbekleder       | Ambtsbekleder                 | Ambtsbekleder                           | Functie en bevoegdheden                                                                | Termijn                        | Partij                  |
| Kernkabinet         | Kernkabinet                   | Kernkabinet                             | Kernkabinet                                                                            | Kernkabinet                    | Kernkabinet             |
| ------------------- | ----------------------------- | --------------------------------------- | -------------------------------------------------------------------------------------- | ------------------------------ | ----------------------- |
|                     |                               | Wilfried Martens (1936-2013)            | Premier                                                                                | 18 mei 1980 - 22 oktober 1980  | CVP                     |
|                     |                               | Guy Spitaels (1931-2012)                | Vicepremier Verkeerswezen                                                              | 18 mei 1980 - 22 oktober 1980  | PS                      |
|                     |                               | Herman Vanderpoorten (1922-1984)        | Vicepremier Justitie en Institutionele Hervormingen                                    | 18 mei 1980 - 22 oktober 1980  | PVV                     |
|                     |                               | Willy Claes (1938)                      | Lid van het kernkabinet Economische Zaken                                              | 18 mei 1980 - 22 oktober 1980  | SP                      |
|                     |                               | José Desmarets (1925-2019)              | Lid van het kernkabinet Middenstand, het Plan en Wetenschapsbeleid                     | 18 mei 1980 - 22 oktober 1980  | PSC                     |
|                     |                               | Robert Henrion (1915-1997)              | Lid van het kernkabinet Financiën                                                      | 18 mei 1980 - 29 juni 1980     | PRL                     |
|                     |                               | Jos Chabert (1933-2014)                 | Lid van het kernkabinet Openbare Werken                                                | 18 mei 1980 - 22 oktober 1980  | CVP                     |
|                     |                               | Charles Poswick (1924-1994)             | Lid van het kernkabinet                                                                | 29 juni 1980 - 22 oktober 1980 | PRL                     |
| Landsverdediging    | 11 mei 1980 - 22 oktober 1980 | Charles Poswick (1924-1994)             |                                                                                        |                                | PRL                     |
| Ministers           |                               |                                         |                                                                                        |                                |                         |
|                     |                               | Charles-Ferdinand Nothomb (1936-2023)   | Buitenlandse Zaken                                                                     | 18 mei 1980 - 22 oktober 1980  | PSC                     |
|                     |                               | Alfred Califice (1916-1999)             | Volksgezondheid en Leefmilieu                                                          | 18 mei 1980 - 22 oktober 1980  | PSC                     |
|                     |                               | Willy Calewaert (1916-1993)             | Nationale Opvoeding                                                                    | 18 mei 1980 - 22 oktober 1980  | SP                      |
|                     |                               | Albert Lavens (1920-1993)               | Landbouw                                                                               | 18 mei 1980 - 22 oktober 1980  | CVP                     |
|                     |                               | Rika De Backer (1923-2002)              | Vlaamse Gemeenschap                                                                    | 18 mei 1980 - 22 oktober 1980  | CVP                     |
|                     |                               | Herman De Croo (1937)                   | Posterijen, Telegrafie en Telefonie en Pensioenen                                      | 18 mei 1980 - 22 oktober 1980  | PVV                     |
|                     |                               | Luc Dhoore (1928-2021)                  | Sociale Voorzorg                                                                       | 18 mei 1980 - 22 oktober 1980  | CVP                     |
|                     |                               | André Kempinaire (1929-2012)            | Vlaamse Gemeenschap                                                                    | 18 mei 1980 - 22 oktober 1980  | PVV                     |
|                     |                               | Gaston Geens (1931-2002)                | Begroting en Adjunct voor Nationale Opvoeding                                          | 18 mei 1980 - 22 oktober 1980  | CVP                     |
|                     |                               | Jean-Maurice Dehousse (1936-2023)       | Waalse Gewest                                                                          | 18 mei 1980 - 22 oktober 1980  | PS                      |
|                     |                               | Guy Mathot (1941-2005)                  | Nationale Opvoeding                                                                    | 18 mei 1980 - 22 oktober 1980  | PS                      |
|                     |                               | Robert Urbain (1930-2018)               | Buitenlandse Handel                                                                    | 18 mei 1980 - 22 oktober 1980  | PS                      |
|                     |                               | Mark Eyskens (1933)                     | Ontwikkelingssamenwerking                                                              | 18 mei 1980 - 22 oktober 1980  | CVP                     |
|                     |                               | Roger De Wulf (1929-2016)               | Tewerkstelling en Arbeid                                                               | 18 mei 1980 - 22 oktober 1980  | SP                      |
|                     |                               | Marc Galle (1930-2007)                  | Vlaamse Gemeenschap                                                                    | 18 mei 1980 - 22 oktober 1980  | SP                      |
|                     |                               | Michel Hansenne (1940)                  | Franse Gemeenschap                                                                     | 18 mei 1980 - 22 oktober 1980  | PSC                     |
|                     |                               | Cécile Goor-Eyben (1923-2024)           | Brusselse Gewest                                                                       | 18 mei 1980 - 22 oktober 1980  | PSC                     |
|                     |                               | Elie Deworme (1932)                     | Openbaar Ambt                                                                          | 18 mei 1980 - 22 oktober 1980  | PS                      |
|                     |                               | Philippe Moureaux (1939-2018)           | Binnenlandse Zaken en Institutionele Hervormingen                                      | 18 mei 1980 - 22 oktober 1980  | extraparlementair (PS)  |
|                     |                               | Paul Hatry (1915-1997)                  | Financiën                                                                              | 29 juni 1980 - 11 oktober 1980 | extraparlementair (PRL) |
| Staatssecretarissen |                               |                                         |                                                                                        |                                |                         |
|                     |                               | August De Winter (1925-2005)            | Brusselse Gewest, toegevoegd aan de minister van het Brusselse Gewest                  | 18 mei 1980 - 22 oktober 1980  | PVV                     |
|                     |                               | Guy Cudell (1917-1999)                  | Brusselse Gewest, toegevoegd aan de minister van het Brusselse Gewest                  | 18 mei 1980 - 22 oktober 1980  | PS                      |
|                     |                               | Paul Akkermans (1923-2007)              | Vlaamse Gemeenschap, toegevoegd aan minister van de Vlaamse Gemeenschap Rika De Backer | 18 mei 1980 - 22 oktober 1980  | CVP                     |
|                     |                               | Rika Steyaert (1925-1995)               | Vlaamse Gemeenschap, toegevoegd aan minister van de Vlaamse Gemeenschap Rika De Backer | 18 mei 1980 - 22 oktober 1980  | CVP                     |
|                     |                               | Pierre Mainil (1925-2013)               | Waalse Gewest, toegevoegd aan de minister van het Waalse Gewest                        | 18 mei 1980 - 22 oktober 1980  | PSC                     |
|                     |                               | Albert Demuyter (1925-2011)             | Franse Gemeenschap, toegevoegd aan de minister van de Franse Gemeenschap               | 18 mei 1980 - 22 oktober 1980  | PRL                     |
|                     |                               | Lucienne Herman-Michielsens (1926-1995) | Vlaamse Gemeenschap, toegevoegd aan minister van Vlaamse Gemeenschap André Kempinaire  | 18 mei 1980 - 22 oktober 1980  | PVV                     |
|                     |                               | André Bertouille (1932)                 | Waalse Gewest, toegevoegd aan de minister van het Waalse Gewest                        | 18 mei 1980 - 22 oktober 1980  | PRL                     |
|                     |                               | Freddy Willockx (1947-2024)             | Financiën, toegevoegd aan de minister van Financiën                                    | 18 mei 1980 - 22 oktober 1980  | SP                      |

### Herschikkingen
- Op 29 juni 1980 werd minister van Financiën Robert Henrion (PRL) vervangen door Paul Hatry (PRL) vanwege gezondheidsredenen. Zijn partijgenoot Charles Poswick volgde hem op als lid van het kernkabinet.